# Łukasz Seweryn
Łukasz Janusz Seweryn (Elbląg, 26 ottobre 1982) è un ex cestista e allenatore di pallacanestro polacco.

## Palmarès
- Campionato polacco: 3

Asseco Prokom Gdynia: 2009-2010, 2011-2012
Zielona Góra: 2012-2013